# Alexeï Korine
Alexeï Korine (en russe : Корин, Алексей Михайлович), né le 16 mars 1865 à Palekh et mort le 13 février 1923 dans le village de Marino dans le Gouvernement de Tver, est un peintre russe, membre de l'association des Ambulants, professeur à l'École de peinture, de sculpture et d'architecture de Moscou.

## Biographie
Korine nait dans une famille de peintres de Palekh. Son grand père Nikolaï Korine possède un atelier d'icône et est peintre de miniature vernies sur papier-mâché à Palekh. Son père ne l'encourage pas à devenir peintre. Au début Alexeï Korine prend des leçons chez son oncle D. N. Korine, le père de deux peintres qui deviendront connus plus tard : Alexandre Korine (ru) et Pavel Korine. En 1875 et 1876, il étudie à l'école d'iconographie de la Laure de la Trinité-Saint-Serge (Serguiev Possad). En 1876—1877, contre la volonté de son père il étudie à Moscou dans l'atelier du peintre Chokorev (Chokolov ?). En 1884, il entre à l'École de peinture, de sculpture et d'architecture de Moscou et y étudie jusqu'en 1889. Ses professeurs sont des pédagogues réputés: Evgraf Sorokine et ses frères Paul et Vassili Perov Illarion Prianichnikov, Vladimir Makovski et Vassili Polenov
En 1889 il reçoit une grande médaille d'argent et le titre d'artiste de qualité pour son tableau Après la messe. La même année il part avec un groupe d'artistes parmi lesquels Isaac Levitan dans la ville de Plec où ils réalisent de la peinture sur le motif. Au cours des années suivantes il vit et travaille souvent à Plec, ville qui est reprise sur ses toiles à plusieurs reprises.

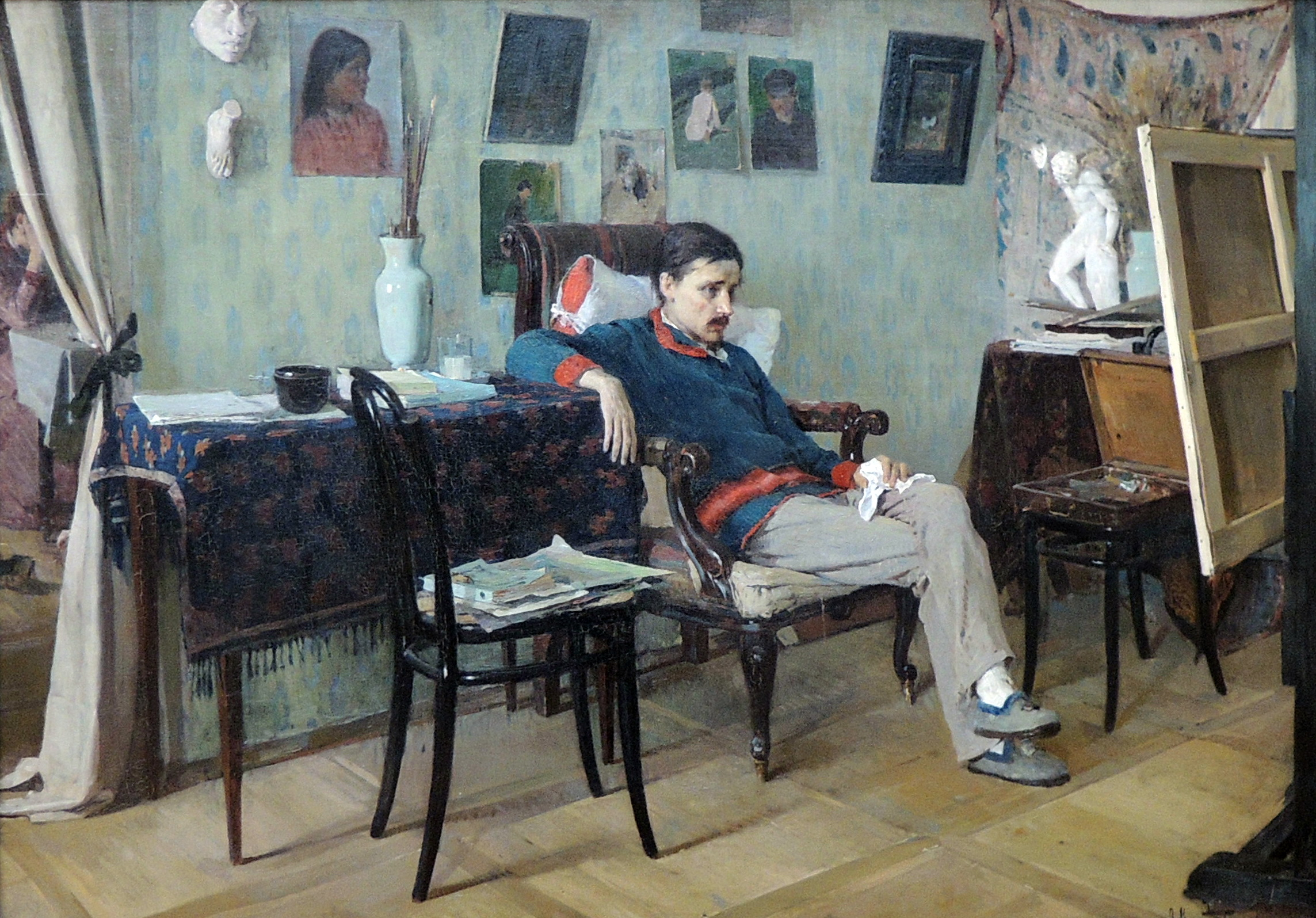
Le peintre malade, 1892, toile, huile, 78,2 x 109, Galerie Tretiakov

À partir de 1885, il participe aux expositions de peinture du cercle Sreda, et de la société des amateurs de peinture de Moscou. En 1890, il obtient le deuxième prix de cette société de Moscou et en 1891 et 1892 le premier prix pour ses portraits. En 1891, il participe pour la première fois à l'exposition des Ambulants. En 1892, il peint son tableau le peintre malade, grâce auquel il se fait remarquer favorablement auprès de peintres et critiques tels que Ilia Répine, Vladimir Stassov. En 1892, Pavel Tretiakov acquiert ce tableau du peintre malade pour sa collection. En 1895 il devient membre des Ambulants, et prend part à l'organisation des expositions de l'association à Moscou (en 1900 et 1902).

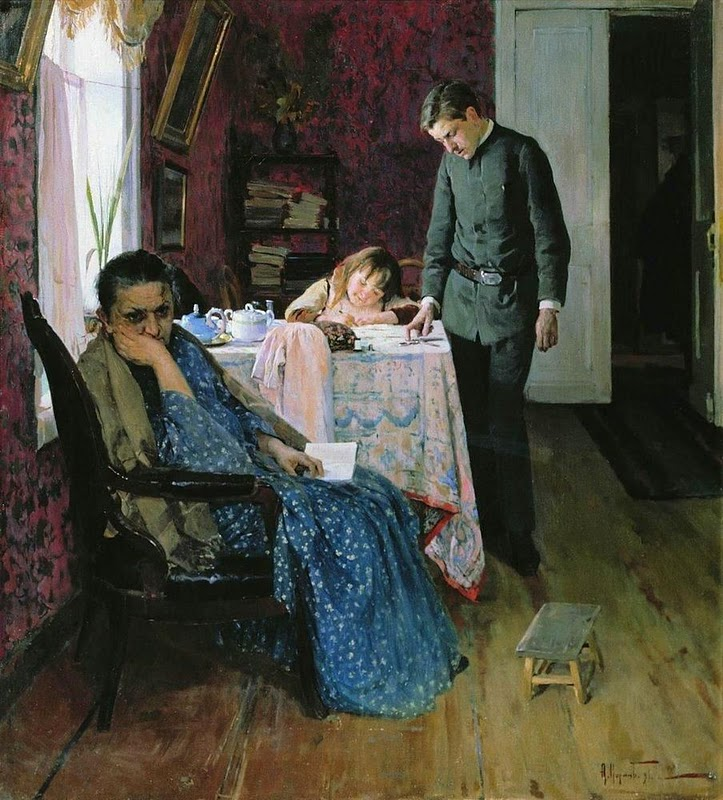
Encore échoué, 1891, toile, huile.

À partir de 1900, il vit à Moscou mais passe les mois d'été dans le gouvernement de Tver, au village de Marino, près de la ville de Klin. De 1894 à 1917, il est enseignant à l'École de peinture, de sculpture et d'architecture de Moscou, et à partir du début des années 1900 à l'école centrale Stroganov de dessin technique. Il participe également à organisation de la section de peinture du musée d'histoire et d'architecture de Tobolsk (1900), de même pour le musée de Viatski (ville aujourd'hui appelée Kirov) (1910). En 1911—1912, il réalise la peinture de la Cathédrale Alexandre-Nevski de Sofia en Bulgarie, et restaure aussi les icônes et les fresques de la Laure de la Trinité-Saint-Serge. En 1911, il expose ses réalisations à l'exposition internationale d'art à Rome.

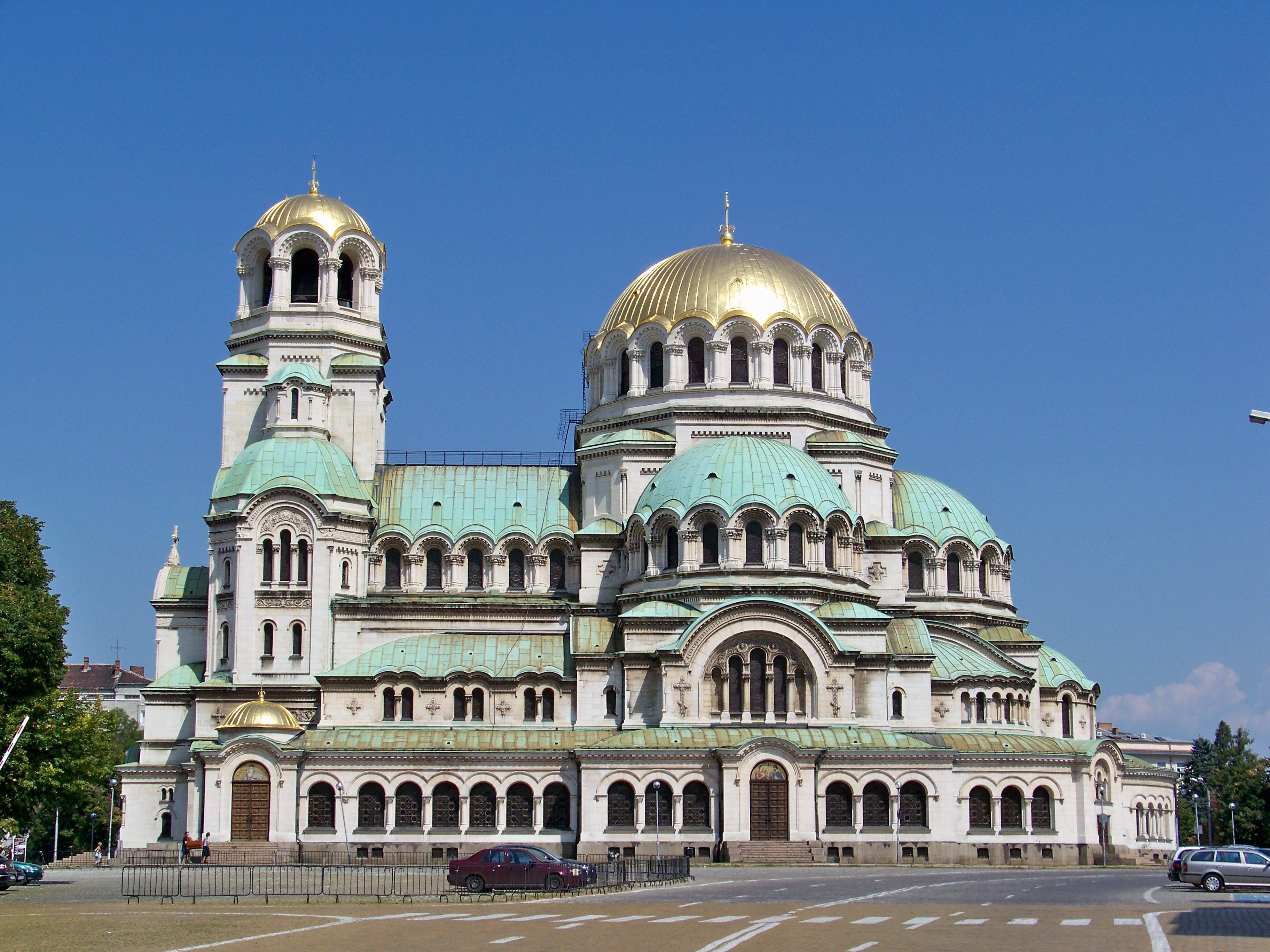
Cathédrale Alexandre-Nevski de Sofia, achevée en 1912

Les personnages des toiles de Korine sont des personnes réelles issues de son entourage. C'est son grand-père Nicolaï Illarionovitch Korine sur la toile Au thé , sa tante Alexandra Ammosova (née Voskressenskaïa, la sœur des architectes réputés Sergueï et Flegont Voskressenski) sur le tableau Encore échoué, et d'autres proches et connaissances.
Après la révolution d'octobre 1917, il s'établit définitivement dans le village de Marino près de Klin où il dispose de son atelier. Il participe à la 2e exposition de peinture de l'État en 1918—1919 à Moscou et à la 3e à Riazan. Après une pénible maladie il meurt en 1923, dans le village de Malino, où il est enterré. Ses œuvres font partie des collections de nombreux musées parmi lesquels la Galerie Tretiakov, le Musée russe, le Musée-réserve de l'État d'histoire, d'architecture et de peinture de Ples (Musée du paysage), le Musée des beaux-arts de l'oblast de Donetsk.
Nomination dans la table des rangs
- Conseiller de collège
- En 1892 « il est nommé par le sénat citoyen d'honneur personnel (noble) (no 1616)

Décorations
- 1901 il reçoit pour services rendus l'Ordre de Saint-Stanislas (Russie impériale) du 3e degré;
- 1909 il reçoit l' Ordre de Sainte-Anne de 3e degré

Prix
- En 1890 il obtient le deuxième prix de la Société des amateurs de peinture de Moscou, en 1891 et 1892 le premier prix.

## Expositions

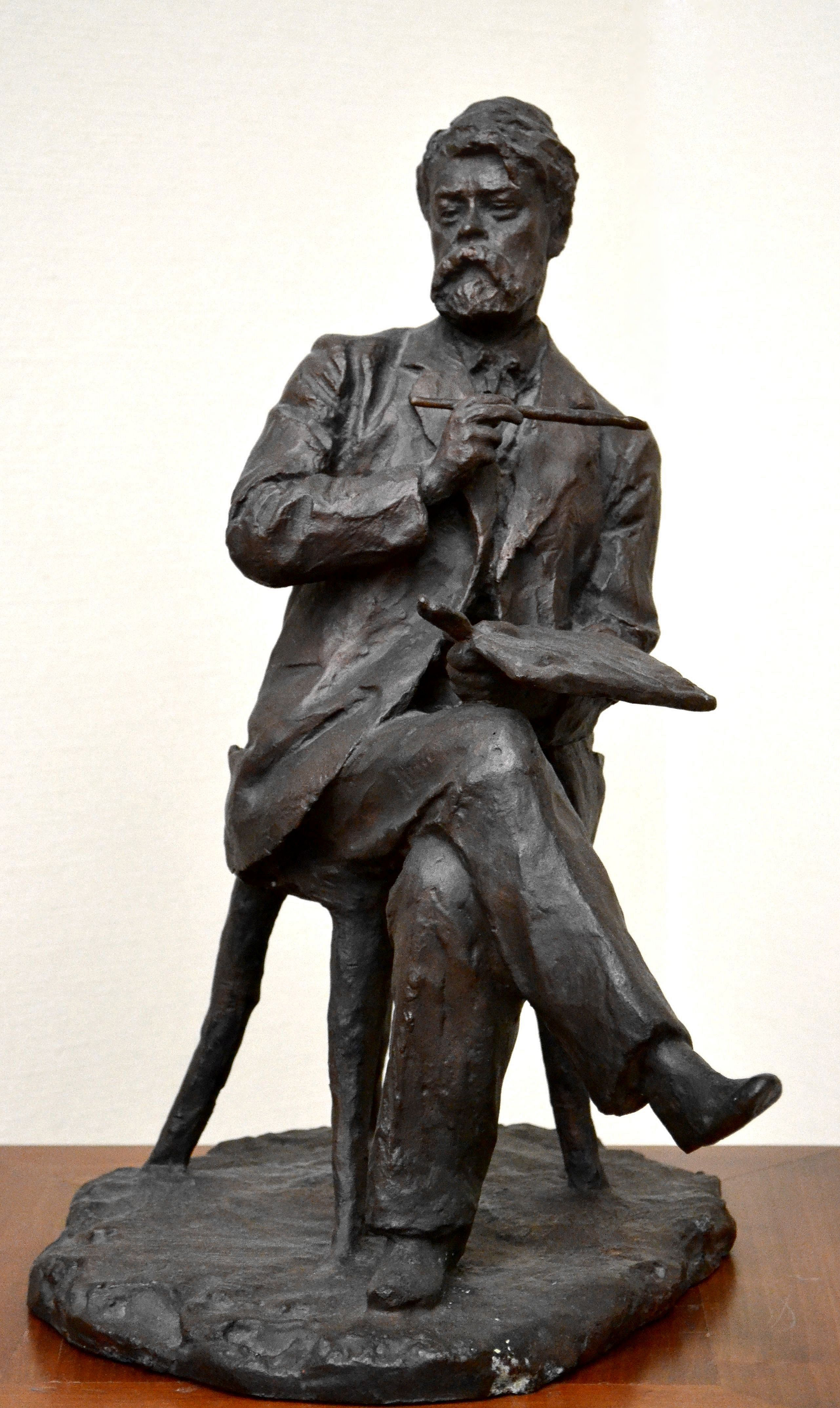
Portrait de Korine par le sculpteur russe. 1902. Bronze. Galerie Tretiakov.

Korine participe aux expositions des Ambulants des années 1891 à 1900, 1902 à 1908, 1910, 1912 à 1914, 1916-1917, 1922
- En 1900 il participe à l'Exposition universelle de 1900 à Paris.
- De 1903 à 1913 il expose ses études, dessins et esquisses.
- En 1911 il participe à l' Exposition des arts à Rome en 1911.
- En 1918 il participe à la 2e exposition d'État de Moscou.
- En 1919 il participe à la 3e exposition d'État de Riazan.
- En 1923 il participe à une exposition consacrée à ses tableaux à Moscou.
- En 1936 une rétrospective de ses œuvres est organisée à Palekh.
- En 1936 une rétrospective de ses œuvres est organisée à Moscou.
- En 1981 une rétrospective de ses œuvres est organisée à Moscou.

## Œuvres
- Portrait du peintre Vassili Bakcheïev, 1888
- Portrait de N. Ammossov Портрет Н. С. Аммосова, 1890-е
- Mecéne N. V. Medyntsev «Меценат» (Портрет Н. В. Медынцева)
- Encore échoué «Опять провалился», 1891
- «Больной художник», 1892 Galerie Tretiakov
- Les pâtres «Пастушки», 1894, 36,5 х 50, Musée des beaux-arts de l'oblast de Donetsk
- Les haleurs «Бурлаки», 1897
- Au livre «За книгой», 1900
- La fenêtre«Окно», 1912, 62 х 54
- Autoportrait, 1915, Galerie Tretiakov

## Galerie

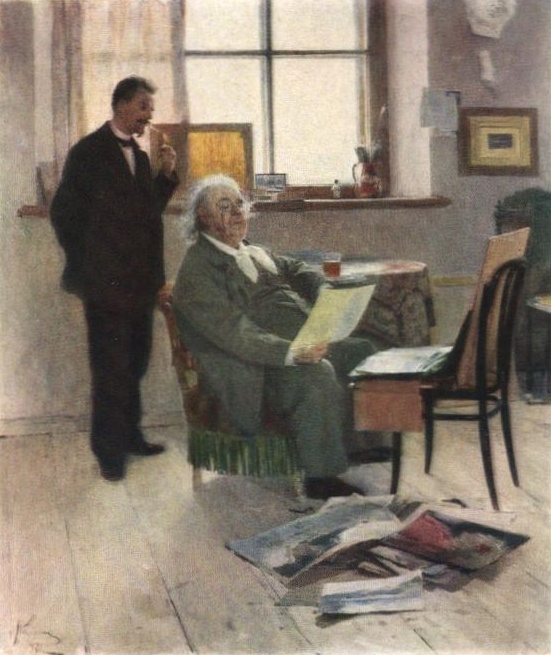
L'Amateur, 1897, toile, huile, Musée russe
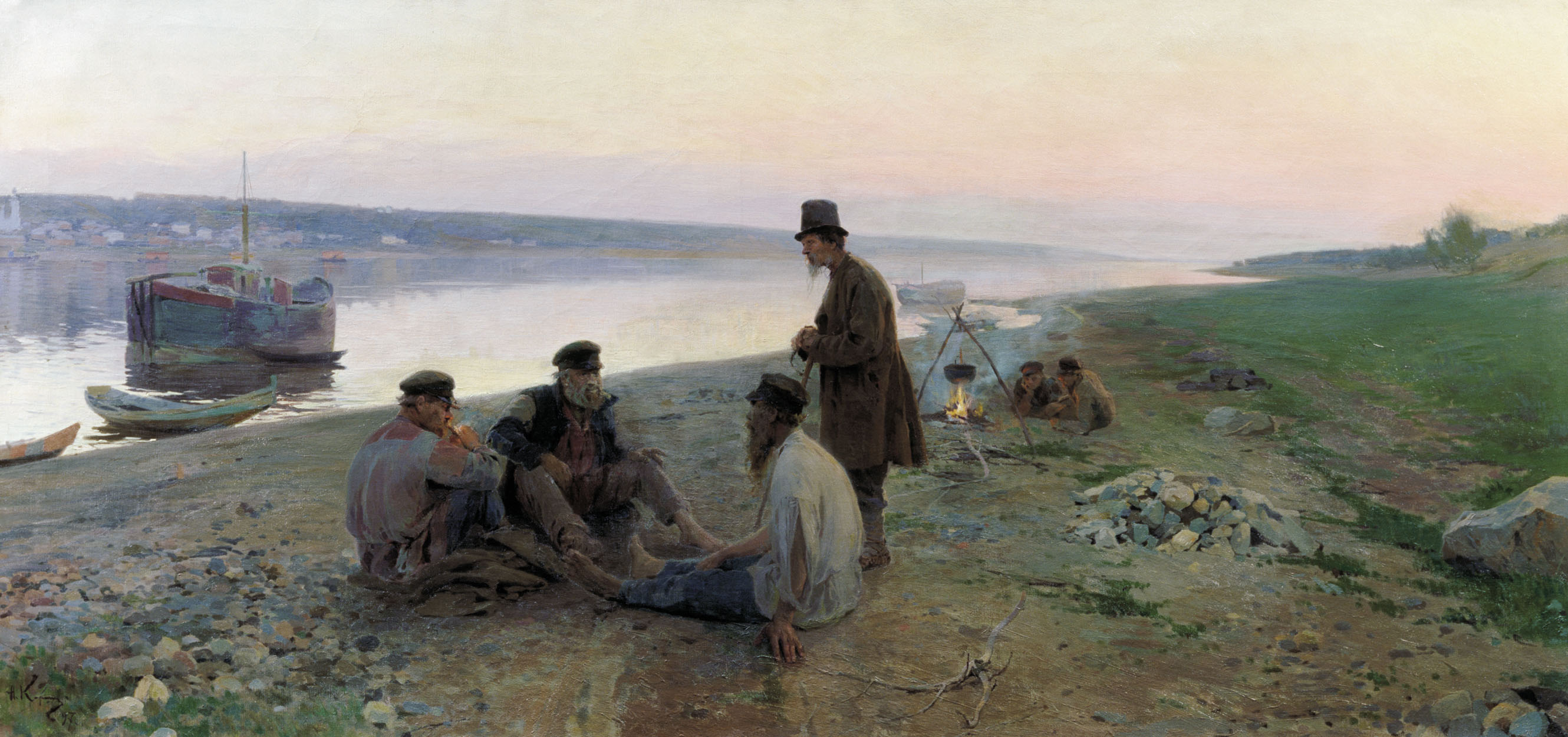
Les haleurs, 1897
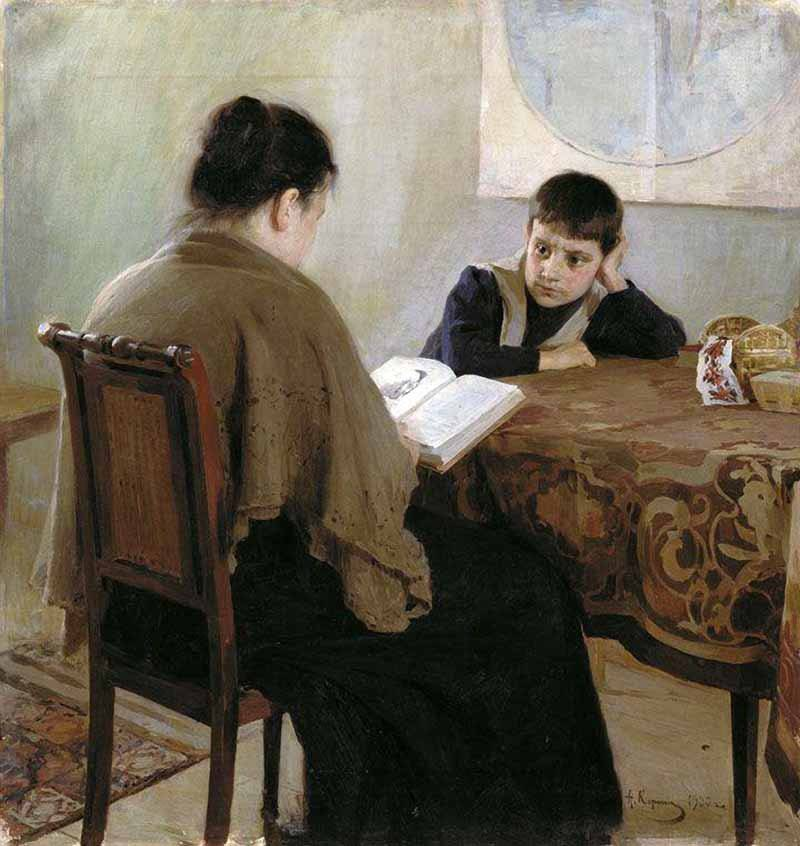
Au livre, 1900, toile, huile, Musée de peinture de l'Extrême-Orient.
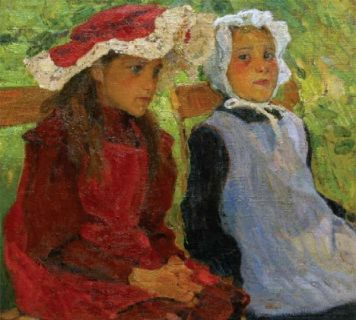
deux fillettes, dans les années 1910, toile, huile, 62х67, collection particulière
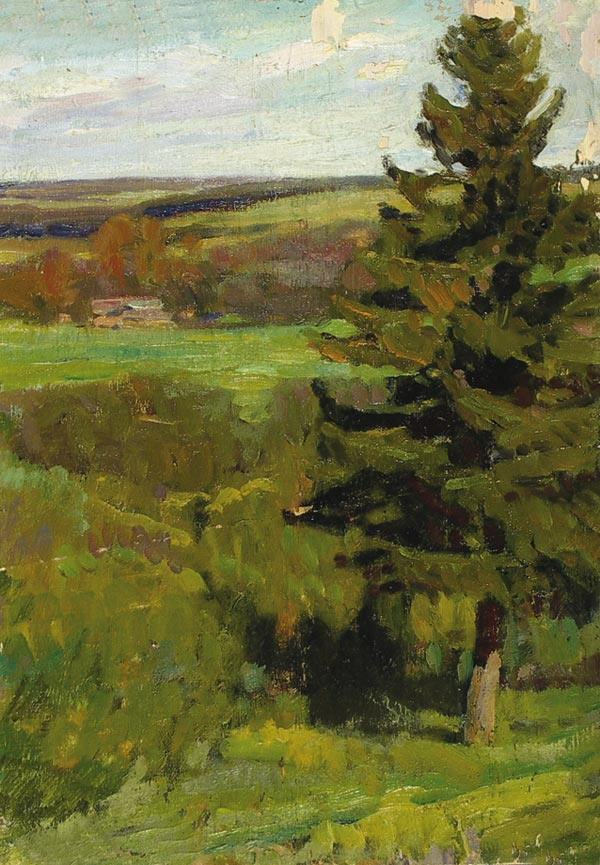
Jour de chaleur, 1910, toile, huile, 31х 21, collection particulière
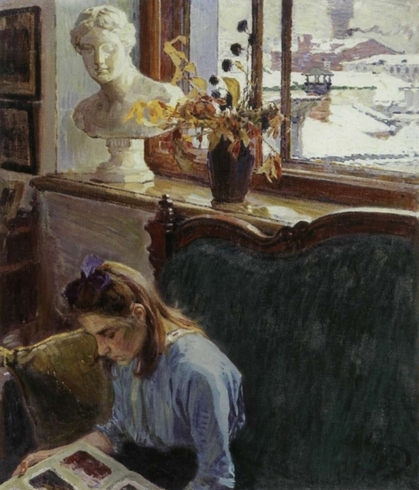
La fenêtre, 1912, toile, huile, 62 х 54, Musée des beaux-arts de l'oblast de Donetsk
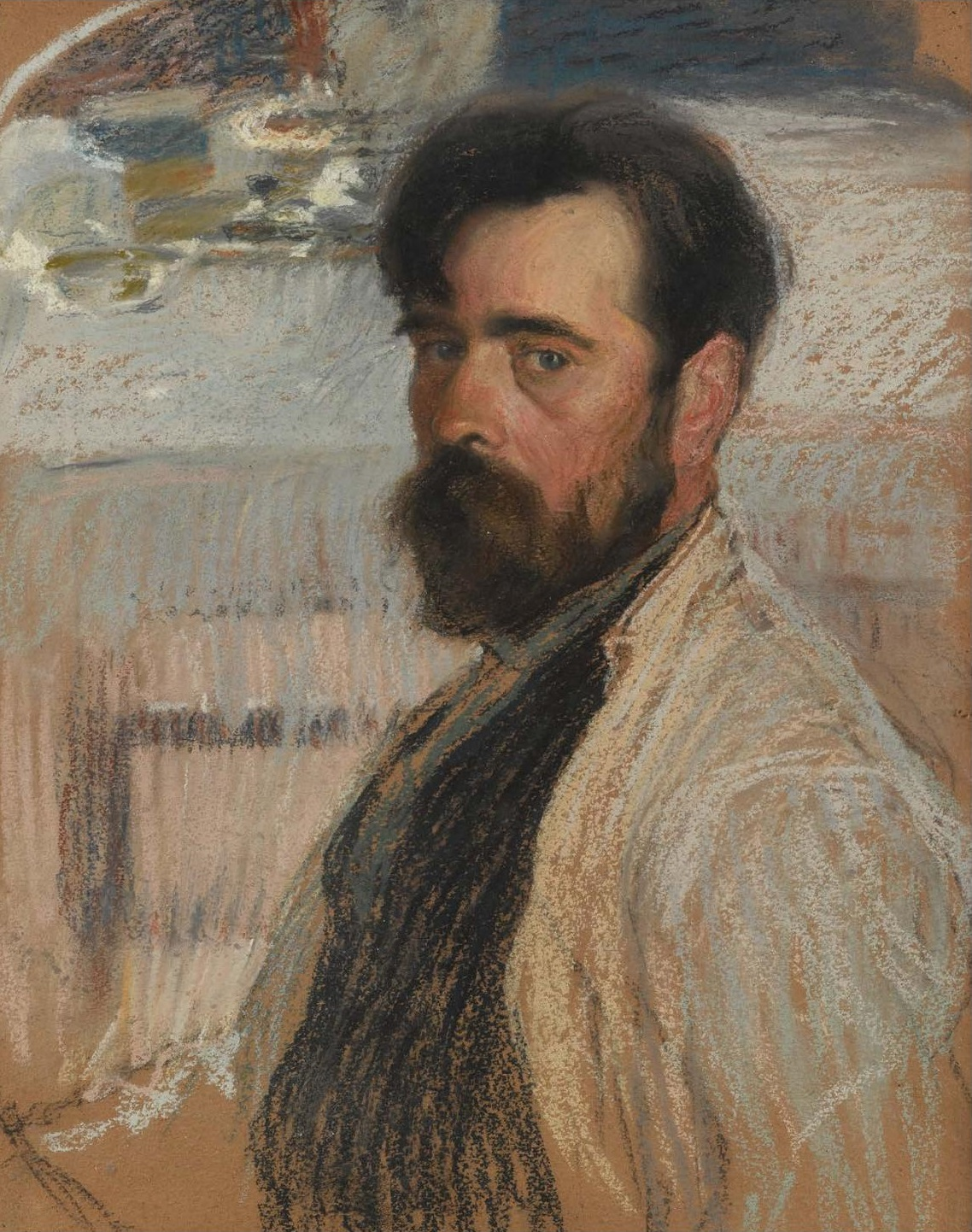
Autoportrait, 1915, toile, huile, Galerie Tretiakov
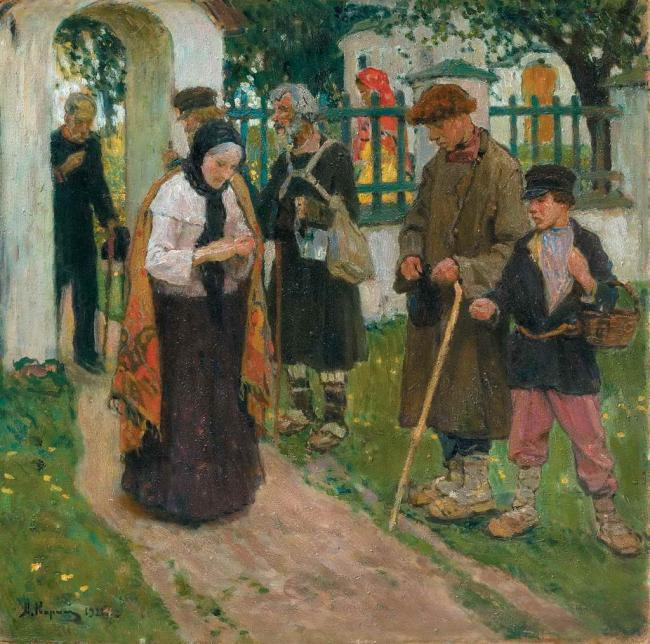
Près de l'église, 1921, carton, huile, 38 х 39
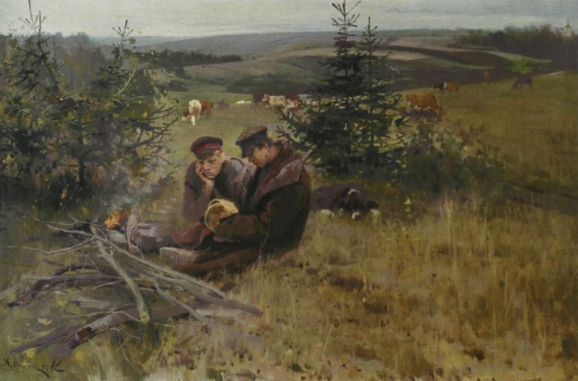
Les Pâtres, 1894, toile, huile, 36,5 х 50,Musée des beaux-arts de l'oblast de Donetsk
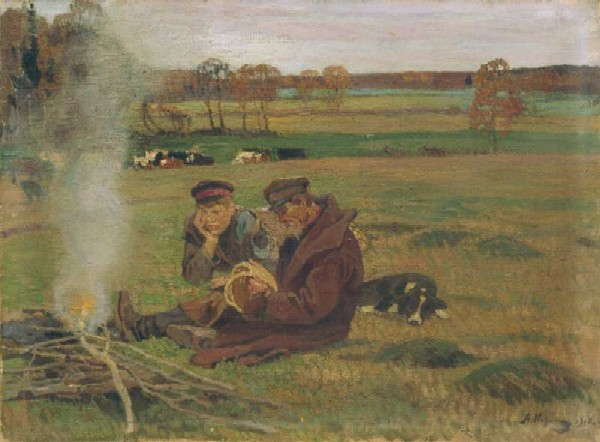
Les pâtres la nuit, toile, huile, 40,7х53, collection particulière